# 볼로냐노
볼로냐노(이탈리아어: Bolognano)는 이탈리아 아브루초주 페스카라도에 위치한 코무네다.